# Proechimys steerei
Proechimys steerei là một loài động vật có vú trong họ Echimyidae, bộ Gặm nhấm. Loài này được Goldman mô tả năm 1911.

## Hình ảnh

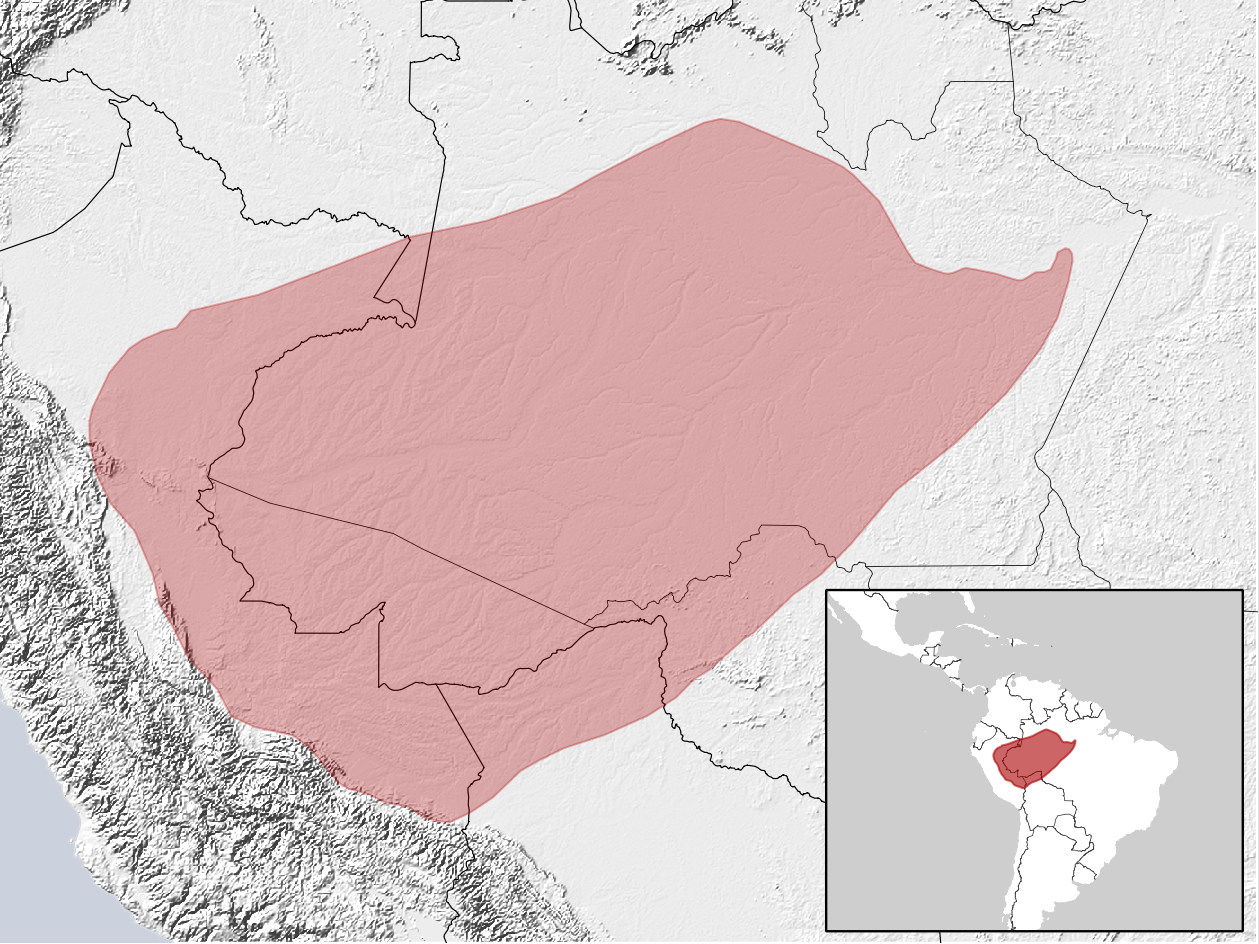